# Komarove, Manevîci
Komarove (în ucraineană Комарове) este localitatea de reședință a comunei Komarove din raionul Manevîci, regiunea Volînia, Ucraina.

## Demografie
Componența lingvistică a localității Komarove
     Ucraineană (99,89%)
     Alte limbi (0,11%)
Conform recensământului din 2001, majoritatea populației localității Komarove era vorbitoare de ucraineană (99,89%), existând în minoritate și vorbitori de alte limbi.